# بلندپرش‌ها
بلندپرش‌ها (نام علمی: Cercopoidea) نام یک بالاخانواده از فروراسته زنجره‌ریختان است.